# تيم وليامز
تيم وليامز (بالإنجليزية: Tim Williams)‏ هو مغني وممثل أمريكي، ولد في 16 أغسطس 1966 بهيوستن في الولايات المتحدة.

## أعمال

### أفلام
- (2009) قاتل النينجا

## وصلات خارجية
- تيم وليامز على موقع IMDb (الإنجليزية)
- تيم وليامز على موقع ألو سيني (الفرنسية)
- تيم وليامز على موقع أول موفي (الإنجليزية)
- تيم وليامز على موقع أول موفي (الإنجليزية)
- تيم وليامز على موقع قاعدة بيانات الفيلم (الإنجليزية)
- تيم وليامز على موقع كينوبويسك (الروسية)